# Lobivia coronata
Lobivia coronata ist eine Pflanzenart aus der Gattung Lobivia in der Familie der Kakteengewächse (Cactaceae). Das Artepitheton coronata stammt aus dem Lateinischen, bedeutet ‚gekrönt‘ und verweist auf die Blüten, die zu mehreren in der Nähe der Triebspitze erscheinen.

## Beschreibung
Lobivia coronata wächst einzeln. Die kugelförmigen, graugrünen Triebe erreichen Wuchshöhen von 10 bis 15 Zentimeter und weisen Durchmesser von 12 bis 17 Zentimeter auf. Der Triebscheitel ist eingesenkt. Es sind etwa 13 Rippen vorhanden, die gekerbt sind und beilartig zwischen den Areolen vorstehen. Die auf ihnen befindlichen eingesenkten Areolen sind deutlich in die Einkerbungen eingesenkt und stehen 2,5 bis 3 Zentimeter voneinander entfernt. Aus ihnen entspringen pfriemliche, graue Dornen. Der einzelne Mitteldorn ist 2 bis 3 Zentimeter lang. Die acht bis zehn ausgebreiteten Randdornen liegen manchmal an der Trieboberfläche an und weisen eine Länge von 0,5 bis 2 Zentimeter auf.
Die lang trichterförmigen, weißen und vermutlich duftenden Blüten erscheinen im Bereich des Triebscheitels. Sie sind 18 bis 19 Zentimeter lang. Die kugelförmigen, etwas gehöckerten, hellgrünen Früchte erreichen Durchmesser von 2,8 bis 3 Zentimeter und sind ebenso lang.

## Verbreitung und Systematik
Lobivia coronata ist im bolivianischen Departamento Santa Cruz in der Provinz Florida in mittleren Lagen um 2000 Meter verbreitet.
Die Erstbeschreibung durch Martín Cárdenas wurde 1957 veröffentlicht. Boris O. Schlumpberger stellte die Art 2012 in die Gattung Lobivia.

## Nachweise